# República Eslovaca (1939-1945)
La República Eslovaca (en eslovaco: Slovenská republika) fue un Estado nacional eslovaco, aliado de la Alemania nazi durante la Segunda Guerra Mundial, que ocupaba fundamentalmente el territorio de lo que desde 1993 es Eslovaquia, excepto una franja de tierra al sur, recuperada de Hungría al concluir la contienda mundial. Surgió en marzo de 1939 con el nombre de Estado Eslovaco, cuando Alemania creó el Protectorado de Bohemia y Moravia, que desmembró la Segunda República Checoslovaca. Posteriormente, en julio de ese mismo año, se proclamó una república independiente. Era gobernado por monseñor Jozef Tiso. Además de con Bohemia y Moravia, limitaba con Alemania, Polonia, Hungría y la Unión soviética. La República Eslovaca dejó de existir de facto el 4 de abril de 1945, cuando las tropas soviéticas ocuparon la capital del país, Bratislava.

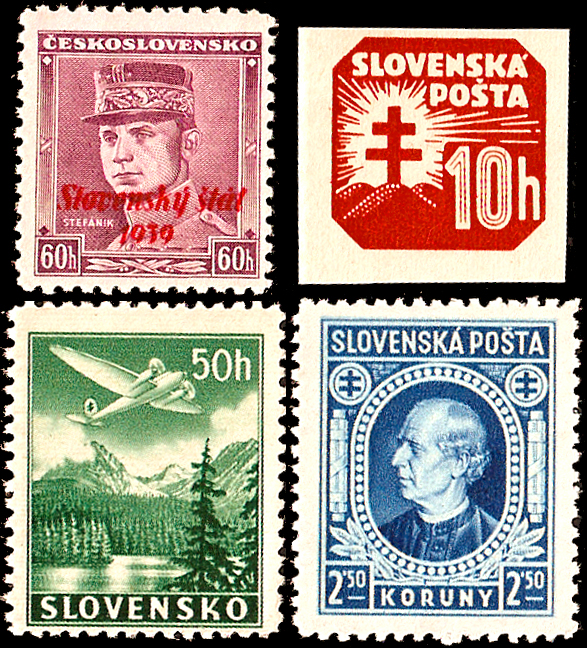
Sellos de correo de Eslovaquia, 1939-45.

Aunque algunas veces es llamada la I República Eslovaca, la moderna República Eslovaca rehúsa considerar este Estado su antecesor, principalmente por la aplicación de políticas antisemitas y por haber carecido realmente de autonomía en su gobierno. Durante la guerra fría, en los libros de historia de Checoslovaquia se refirió a esta nación como el Estado Eslovaco. Esta breve república solamente fue reconocida por las naciones que formaban parte de la esfera de influencia de las Fuerzas del Eje y de la Unión Soviética, así como por El Salvador y Suiza.

## Antecedentes
Aunque los acuerdos de Múnich finalizaron la crisis de los Sudetes, la pérdida de territorio nacional crítico para la defensa de las fronteras checoslovacas, debilitaron fuertemente el gobierno checoslovaco. Esta debilidad fue aprovechada por los partidos eslovacos, liderados por el monseñor Josef Tiso, para exigir mayor autonomía dentro de la recién renombrada República de Checo-Eslovaquia.
Por su parte, Hitler ya estaba preparando la creación del Protectorado de Bohemia y Moravia, pero no estaba seguro de lo que debía hacer con Eslovaquia. Inicialmente pensó anexarla a Hungría, pero al prever una negativa reacción eslovaca ante tal propuesta, decidió propiciar la creación del estado eslovaco.

## Independencia
A comienzos de marzo de 1939, cuando el primer ministro checoslovaco recibió noticia de los contactos secretos de Tiso y sus emisarios con Polonia y Alemania, perdió su confianza en él y lo convocó a Praga. Tiso no acudió y en su lugar llegaron a la capital dos representantes eslovacos la tarde del 8 de marzo. Al día siguiente, un consejo de ministros trató el asunto: la noticia de la petición de la delegación económica eslovaca de ayuda alemana para proclamar la independencia causó honda impresión entre los reunidos. Se decidió destituir a Tiso y sustituir su gobierno si a ello no se oponían los alemanes. El ministro de Asuntos Exteriores solicitó de inmediato la opinión de Alemania e incluso inquirió sobre el apoyo alemán a la independencia eslovaca: la respuesta fue vaga, por lo que esa noche el presidente de la república firmó la destitución de Tiso y otros tres ministros. La medida se anunció la mañana siguiente.
El Gobierno mantuvo la autonomía eslovaca y nombró primer ministro de la región al ministro de Educación, al que se adjudicaron todas las carteras excepto la de Finanzas. Al rechazar el nombramiento, le sustituyó de formar interina precisamente el ministro regional de Finanzas, Pavol Teplanský. El cambio de gobierno contó en general con la comprensión de las potencias y el silencio de Alemania. El Gobierno envió refuerzos policiales y militares a la región, tomó el control de los puntos estratégicos, proclamó la ley marcial y detuvo a algunos de los más destacados independentistas.
Descartado Tiso, el Gobierno de Praga se avino a nombrar como sustituto a Karol Sidor, cuyas condiciones aceptó. Este parecía dispuesto a no proclamar la independencia y contentarse, al menos temporalmente con la autonomía. La noche del 11 de marzo se anunció la formación del nuevo Gobierno. Tanto los extremistas eslovacos como enviados alemanes acuciaron a Sidor para que proclamase de inmediato la independencia, pero este vaciló. Tiso, con la aquiescencia del partido, marchó a Berlín invitado por Hitler, que le acudió para que proclamase de inmediato la independencia.
Joachim von Ribbentrop presentó informes falsos donde se indicaba la aglomeración de tropas húngaras en la frontera eslovaca, cuyo objetivo final era la división de Eslovaquia entre Polonia y Hungría. Se le instó a Tiso la necesidad de proclamar el nacimiento del Estado Eslovaco, protegido por Alemania, con el objetivo de detener esta agresión virtual. Tiso no quiso tomar esta decisión por su cuenta, y viajó de inmediato a Eslovaquia, donde la Dieta eslovaca, después de leer los falsos reportes, proclamó el 14 de marzo la secesión eslovaca de Checoslovaquia. Jozef Tiso fue proclamado primer ministro y al día siguiente, el Estado checo dejó de existir al crearse el Protectorado de Bohemia y Moravia. La mañana del 15 de marzo, el cónsul alemán anunció al nuevo ministro de Asuntos Exteriores, Ferdinand Ďurčanský, la intención de desplegar tropas en parte del territorio del Estado eslovaco, para sorpresa de este, pues hasta entonces no se había acordado tal cosa en las conversaciones entre alemanes y eslovacos.

## Relaciones internacionales
La disputa territorial con Hungría, que en el Primer arbitraje de Viena se saldó con la inclusión de 272 000 eslovacos y 38 000 rutenos en Hungría agrió las relaciones entre los aliados de Alemania.
El 23 de marzo de 1939, el Reino de Hungría atacó a Eslovaquia desde la Rutenia Transcarpática, que había ocupado poco antes. La llamada guerra húngaro-eslovaca o «Pequeña Guerra», finalizó una semana después, cuando Eslovaquia cedió territorios orientales de una extensión 1.697 km², con una población de 70 000 personas.
Eslovaquia dependió siempre de Alemania. Debido al Tratado de Protección Mutua entre el Imperio Alemán y el Estado Eslovaco, (del alemán: Shutzfreundschaft) firmado el 18 de marzo en Viena por Tiso y el 23 en Berlín por Ribbentrop, la política exterior y el Ejército eslovaco fueron controlados por Alemania. Eslovaquia permitía asimismo la construcción de bases militares alemanas en el oeste del país, con dotaciones que Alemania podía aumentar a voluntad. De esta manera, Eslovaquia envió soldados a la guerra contra Polonia —aunque pronto los retiraron del frente—, la Unión Soviética, y declaró la guerra al Reino Unido y los Estados Unidos. No obstante, el territorio eslovaco permaneció casi toda su existencia libre de tropas alemanas, a excepción de una franja de tierra en la frontera con Alemania. El Ejército eslovaco se caracterizó, sobre todo en sus comienzos, por su deficiente armamento y formación y la escasez de oficiales capaces.
El mismo tratado incluía una sección secreta en la que se disponía la colaboración económica y financiera de ambas partes, en la práctica, de Eslovaquia hacia Alemania.
Durante su instauración, el Gobierno eslovaco intentó recuperar el territorio perdido ante Hungría en el Primer Arbitraje de Viena por medio de la diplomacia. No obstante, Alemania nunca apoyó sus aspiraciones, que se vieron condenadas al fracaso. Logró, sin embargo, la devolución de unas diminutas franjas de territorio que Polonia se había anexado tras la Crisis de Múnich al participar del lado alemán en el ataque a ese país en septiembre de 1939.
El 24 de noviembre de 1940, siguiendo en su línea de sojuzgamiento por parte de Alemania de su política exterior, Eslovaquia suscribió el Pacto Tripartito. El país participó asimismo en la invasión de la Unión Soviética a partir de 1941.

## Gobierno y vida civil

### Organización territorial

La República Eslovaca: las llanuras del sur de mayoría magiar hubieron de ser cedidas a Hungría por el Primer arbitraje de Viena y Rutenia fue ocupada por Hungría. Gracias a su participación en el ataque alemán a Polonia, obtuvo dos enclaves en el norte.

El 85 % de los habitantes de Eslovaquia eran eslovacos, mientras que el resto 15 % eran alemanes, magiares, judíos y gitanos. El 50 % de la población fue empleada en la agricultura durante la guerra. El Estado Eslovaco fue dividido en 6 condados, 58 distritos y 2659 municipalidades. La capital, Bratislava, contaba con ciento veinte mil habitantes en esa época. La población total del país rondaba los dos millones seiscientos mil habitantes.

### Sistema político
El sistema legal de Eslovaquia era similar al de Checoslovaquia, aunque fue modificado gradualmente. De acuerdo a la Constitución de 1939, el presidente era el jefe de Estado, mientras que la Dieta de la República Eslovaca era el principal órgano legislativo, siendo electa cada cinco años, aunque las elecciones no eran generales. El Consejo de Estado ejecutaba las funciones de Cámara Alta. El poder ejecutivo contaba con un gabinete de ocho ministros. Desde su fundación, el Estado adoptó un sistema político de partido único, el Partido Popular Eslovaco de Hlinka, habiéndose prohibido los partidos de izquierda y las organizaciones de carácter checoslovaco ya antes de la independencia, tras la crisis de Múnich. En el otoño de 1939, el Parlamento confirmó que solo se permitía la existencia del PPE y de los partidos de las minorías. El 26 de octubre Tiso fue elegido presidente de la república, con Tuka al frente del Gobierno. La ideología del nuevo Estado, autoritario, se encuadraba en el fascismo clerical. Sistema corporativo cristiano, era una forma de totalitarismo más moderada que el nacionalsocialismo alemán.
En enero de 1940, se decretó la afiliación a la Guardia de Hlinka, declarada organización militar, de todos los eslovacos entre dieciséis y sesenta años.
El partido gobernante no era homogéneo, sino que estaba dividido en dos fracciones, una católica moderada y la otra radical nacionalsocialista. El ala moderada, representada por monseñor Jozef Tiso y los veteranos del partido, quería crear un Estado autoritario y católico y controlaba los principales puestos del Gobierno. La corriente nacionalsocialista era fervientemente nacionalista y antisemita y aceptaba sin reservas el control y la ideología alemanes. Estaba representada por la Guardia de Hlinka y sus principales dirigentes eran el primer ministro Vojtech Tuka y el ministro del Interior Alexander Mach. Esta fracción radical quería eliminar de Eslovaquia a los elementos foráneos, incluyendo los checos; no obstante, no contaba con mucho apoyo popular. Mientras los primeros se inclinaban más hacia el modelo austriaco e italiano, los segundos seguían fielmente el ideal nazi alemán. Una tercera agrupación en el partido, formada principalmente por intelectuales radicales católicos y nacionalistas y, durante un tiempo, partidarios de un acercamiento a Polonia, concentrados alrededor del periódico Nástup, perdieron todo poder tras la reunión de Tiso con Hitler en julio de 1940 en la que este solicitó reformas en el Gobierno eslovaco. Tras la conferencia, Mach prohibió la publicación y disolvió las organizaciones afines a esta fracción del partido. A diferencia de los radicales proalemanes reunidos en torno a la Guardia de Hlinka, en general mediocres, los nacionalistas de ultraderecha cercanos a Nástup sí que habían contado con elementos de notable talento.
Como era de esperarse, la República Eslovaca de 1939 estaba marcada por el fascismo. Los comunistas denominaron a este sistema de gobierno como fascismo clerical, similar al de los ustachas en Croacia. El partido político regente era el Partido Popular Eslovaco de Hlinka o Partido Eslovaco de Unidad Nacional. Todos los demás partidos fueron prohibidos, excepto los que representaban a las minorías húngaras y alemanas.
La política interior del país estuvo marcada por la lucha de las dos corrientes del partido único para lograr el poder total y el arrinconamiento del adversario. Aunque hubo diversos momentos en los que pareció que un bando podría derrotar completamente al otro, los alemanes no permitieron que esto sucediese, manteniendo un equilibrio apoyando ora a unos, ora a otros. Tiso logró, sin embargo, mantener en sus manos la capacidad principal sobre las decisiones del país, dentro de los márgenes permitidos por el país protector. La mayoría de la población, incluyendo los enemigos declarados del régimen como los comunistas, respaldaron temporalmente a Tiso en su lucha contra los radicales en torno a Tuka como mal menor.

### El «problema judío» en Eslovaquia
Desde la creación del Estado en la primavera de 1939 el gobierno adoptó una postura antisemita. Los dirigentes del país deseaban verlo libre de judíos (del alemán: judenfrei). El estado contaba con un departamento especial, el XIV del Ministerio del Interior, encargado de resolver el llamado «problema judío».
Los dirigentes eslovacos fomentaron la emigración judía, siguieron de cerca los planes alemanes de expulsión a Madagascar y, partir de 1940, comenzaron a encerrar a la población judía en guetos. En el otoño de 1941 esta medida se aceleró sustancialmente. como preludio de las deportaciones. En septiembre de ese año se aprobaron leyes equivalentes a las de Núremberg.  Existía, según el asesor alemán para la cuestión judía, Dieter Wisliczeni, un plan gubernamental para empobrecer a la comunidad judía, creando así un problema social y económico que pareciese requerir su expulsión. En julio responsables eslovacos habían visitado campos en la Alta Silesia, cuyas malas condiciones hicieron al gobierno descartar temporalmente la deportación.

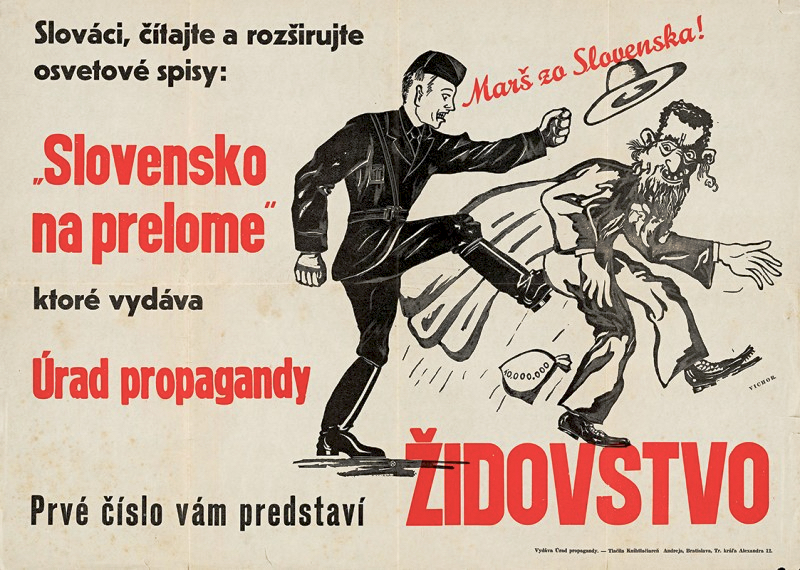
Propaganda gubernamental antijudía.

Al igual que en Alemania, se establecieron leyes raciales, de la misma naturaleza que las Leyes de Núremberg, en septiembre de 1941. Con estas leyes se prohibió que los judíos se casaran con personas de otros grupos étnicos, y se les prohibió que ejercieran muchos trabajos. Un mes después, la guardia de Hlinka había enviado a unos 15 000 judíos de Bratislava a campos de trabajo.
En la reunión de Tiso y Tuka con Hitler en octubre de 1941 se trató el asunto de los judíos, En el invierno se los concentró en 14 asentamientos y 4 campos. Para entonces los judíos alemanes ya habían sido deportados a los campos de concentración nazis en Polonia. El embajador alemán solicitó permiso al gobierno eslovaco para deportar a los judíos eslovacos residentes en Alemania, recibiendo permiso a condición de mantener el gobierno la propiedad de los bienes de los deportados. Los funcionarios eslovacos eran conscientes del destino de los judíos deportados.
El Estado Eslovaco estuvo de acuerdo en la deportación masiva de judíos "para ser reubicados en territorios del este", como parte de la Solución Final, no obstante, el Estado Eslovaco intentó convencer a los alemanes de que consideraran a estos judíos como un reemplazo de los trabajadores eslovacos que debían ser enviados a Alemania. Después de la Conferencia de Wannsee, los alemanes accedieron a las peticiones eslovacas, aunque el Estado Eslovaco debió pagar para deshacerse de cada judío. Al principio se accedió en deportar solamente a unos 20 000 judíos "sanos y fuertes", pero finalmente el Estado Eslovaco aceptó una propuesta alemana de despachar a toda la población judía.
El 16 de febrero de 1942 la embajada alemana recibía el encargo de solicitar el envío de 20 000 judíos en condiciones de trabajar para ser enviados al este, petición que el gobierno eslovaco, conocido por su lenta burocracia, aceptó en 4 días. Tras las primeras deportaciones el gobierno eslovaco solicitó, justificándose con razones humanitarias, la deportación de las familias al completo. Los moderados del consejo de estado, sin embargo, se habían resistido al comienzo a conceder las deportaciones, siendo convencidos finalmente por un obispo miembro del mismo. El presidente Tiso, no obstante, respaldó la medida. El Vaticano, por su parte, se opuso con vehemencia a las expulsiones. El gobierno trató de justificarlas indicando que los judíos eran enviados a trabajar al extranjero, aunque conocía el destino real de los deportados.
Las deportaciones masivas se iniciaron en marzo de 1942, pero se detuvieron en octubre de ese mismo año cuando una coalición de oficiales gubernamentales apoyados por personalidades del Vaticano intervinieron. Esta coalición había sido formada por un grupo de ciudadanos judíos liderados por Gisi Fleischmann. Para aquel momento, unos 59 000 judíos ya habían sido enviados a Auschwitz y a otros campos de concentración, aunque se les había hecho creer a los gobernantes eslovacos que los judíos estaban trabajando en fábricas de armamento alemán. Algunas personalidades del gobierno eslovaco se quejaron ante las autoridades alemanes cuando se enteraron de que muchos de los judíos deportados habían muerto en ejecuciones masivas.
Cuando el Ejército Rojo llegó a la frontera eslovaca en octubre de 1944, las deportaciones se reiniciaron. Después del fracaso del Levantamiento Nacional Eslovaco, los alemanes ocuparon militarmente el país, y unos trece mil quinientos judíos fueron deportados y cinco mil fueron arrestados. En total, de los setenta mil judíos de Eslovaquia antes de la guerra, sesenta y cinco mil murieron o fueron asesinados en cautiverio.

### Las minorías alemana y húngara
Representada por el Partido de los Alemanes de los Cárpatos (Karpathendeustch Partei), dirigido por Franz Karmasin, originalmente nacionalista y, con el tiempo, completamente nacionalsocialista, la minoría alemana trató, al menos sus dirigentes, que Eslovaquia fuese absorbida dentro del Reich como sus vecinos de la parte checa del país. Los intereses de Hitler, sin embargo, indicaban la necesidad de contar con un aliado fiel en Eslovaquia y preservar la formalidad de una "república soberana eslovaca" antes que de dar satisfacción a la minoría alemana: así los alemanes étnicos quedaron integrados en Eslovaquia.
Tiso concedió, sin embargo, una amplia autonomía a la minoría germana, que quedó representada oficialmente a través del partido de Karmasin, quien obtuvo un puesto de secretario de estado en el gobierno eslovaco.
Tras el Levantamiento Eslovaco de 1944, que fue sofocado por las tropas alemanas pero costó grandes sufrimientos a la minoría germana, Himmler ordenó la evacuación total al Reich de los alemanes étnicos del país. La falta de cooperación de las autoridades y el poco deseo de parte de la población de abandonar sus hogares frenaron la operación.
La minoría húngara estaba en una posición peor que la alemana. Sus tierras, como las de los checos y judíos, fueron expropiadas.

## Economía
En febrero de 1940 se aprobó un plan quinquenal, que no logró resolver el alza de los precios. Entre octubre de 1939 y el mismo mes de 1940, el precio de los productos agrícolas creció un 10 % y el de los textiles, un 30 %. El país contaba con una industria escasa (un 17 % de la industria de la antigua Checoslovaquia se hallaba en territorio de la nueva república). Sus principales recursos económicos antes de la independencia habían sido el turismo, la madera y el mineral de hierro. El comercio quedó copado por Alemania, tanto en intercambios directos como indirectos a través del Protectorado de Bohemia y Moravia. Gracias a la exportaciones de madera, Eslovaquia tenía quinientos millones en su cuenta de permutas en Praga y entre cincuenta y sesenta en la de Berlín en 1940; en marzo del año siguiente, esta última había crecido hasta los setecientos cuarenta y cinco millones, mientras que la primera se había reducido a los cuatrocientos treinta y uno. Para tratar de equilibrar la balanza comercial, el Gobierno trató de reducir las exportaciones y fomentar las importaciones, y reforzar el comercio con otros países (Bulgaria,  Rumanía y otros). Aun así, en 1942 Alemania concentraba el 72 % del comercio eslovaco. La integración económica de la república con Alemania supuso un gran crecimiento del comercio, la explotación de nuevas minas de antimonio y manganeso y nuevas inversiones alemanas.
El agosto de 1940, el Gobierno emprendió la construcción de una autopista que cruzaba el territorio de oeste a este y que, junto con cesión del uso del ferrocarril Oderberg-Košice a Alemania, le permitía a esta trasladar rápidamente tropas a la frontera soviética.
En el otoño de 1941, se prohibió la exportación de alimentos y algunos productos como el pan, la harina, la carne o el azúcar comenzaron a racionarse. El aumento del mercado negro que en junio de 1942 se estableciese una junta encargada de aumentar la producción de alimentos y de controlar la distribución. En marzo se había organizado un servicio de trabajo de acuerdo al modelo alemán

## Fin de la República

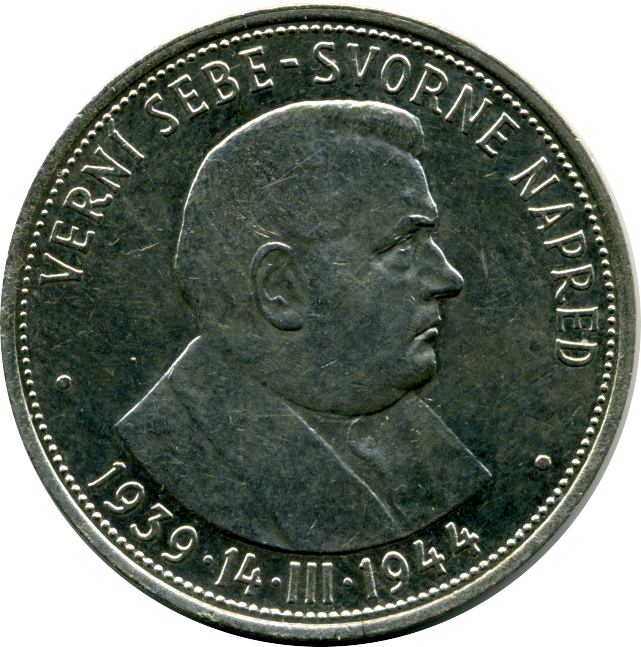
Moneda de plata de la República Eslovaca.

La cercanía de las tropas soviéticas a las fronteras eslovacas fomentaron la resistencia al Gobierno y a alemanes e hicieron que el 12 de agosto se instaurase la ley marcial y el 24 la movilización total. El 27 las tropas alemanas entraron en el país y se desencadenó el levantamiento de la guerrilla, que contaba con la ayuda de paracaidistas aliados.
Poco después de empezar el fallido Levantamiento eslovaco de agosto de 1944, los alemanes ocuparon militarmente el país, por lo que la frágil independencia de la República Eslovaca desapareció por completo. En octubre los alemanes aplastaron el alzamiento. Entre 1944 y 1945 las tropas de la Wehrmacht se convirtieron en la autoridad civil y militar para todos los efectos prácticos, hasta que a inicios de marzo de 1945 las tropas soviéticas empezaron nuevamente su avance por el país.
Ante la urgencia de defender los pozos petrolíferos del oeste de Hungría y sobre todo con la amenaza de una incursión soviética hacia la propia Viena, el OKH alemán dispuso la evacuación del territorio eslovaco en el más breve plazo posible. El gobierno de Tiso y sus partidarios, ante la evidencia de que los alemanes no defenderían  Eslovaquia, huyó hacia Austria siguiendo a la Wehrmacht. Desde mediados de marzo el Ejército Rojo, apoyado por regimientos rumanos y checos y por partisanos eslovacos, empujó a los alemanes a tierras checas en su avance desde el sureste.
La caída de Bratislava en manos soviéticas el 4 de abril de 1945 determinó el fin efectivo de la República Eslovaca, que inmediatamente formó parte de la Checoslovaquia reconstruida. 
Finalmente, con la derrota de Alemania, el gobierno eslovaco, que había escapado a Austria, se rindió a las fuerzas estadounidenses del general Walton Walker en el pueblo de Kremsmünster el 8 de mayo de 1945, con la esperanza de quedar bajo custodia militar de EE. UU. Esta acción no salvó a los líderes eslovacos de ser extraditados a la renacida República Socialista de Checoslovaquia poco después del fin de la guerra, para ser juzgados allí.
Tanto Jozef Tiso como Vojtech Tuka, fueron juzgados en Checoslovaquia después de la guerra, condenados a muerte por traición y ejecutados.